# 출가외인
"출가외인"(The Married Daughter)은 한국에서 제작된 정원 감독의 1965년 멜로/로맨스, 드라마 영화이다. 김지미 등이 주연으로 출연하였고 곽정환 등이 제작에 참여하였다.

## 출연

### 주연
- 김지미
- 김석훈
- 김승호
- 황정순

## 기타
- 조명: 방기찬
- 미술: 홍성칠